# Antonij (Azizov)
Antonij (světským jménem: Igor Šamsullajevič Azizov; * 18. června 1979, Astrachaň) je ruský duchovní Ruské pravoslavné církve a biskup volgodonský a salský.

## Život
Narodil se 18. června 1979 v Astrachani.
Roku 1996 dokončil střední školu a roku 2000 Námořní kolej, kde studoval obor Elektromechanik lodních elektrických zařízení. Poté nastoupil na Astrachaňskou státní technickou univerzitu, kterou dokončil roku 2004 s titulem inženýra-elektromechanika.
V letech 2004-2005 navštěvoval Volgogradské duchovní učiliště.
Dne 15. srpna 2005 byl postřižen na monacha se jménem Antonij na počest svatého Antonína Velikého. Stal se monachem monastýru svatého Jana Předchůdce v Astrachani. Dne 27. srpna 2005 byl arcibiskupem astrachaňským a jenotajevským Ionou (Karpuchinem) rukopoložen na hierodiakona a 30. října na jeromonacha.
V monastýru sloužil jako ekonom, ředitel a učitel dalšího vzdělávání Bogolep. Byl také učitelem eparchiálních misijních a katechetických kurzů.
Roku 2012 dokončil šestileté studium religionistiky na Pravoslavné humanitní univerzitě svatého Tichona.
Dne 12. března 2013 byl Svatým synodem zvolen biskupem achtubinským a jenotajevským a 17. března 2013 byl povýšen na archimandritu.
Dne 29. března 2013 byl v chrámu Krista Spasitele v Moskvě jmenován biskupem a 7. května proběhla v Novoděvičím monastýru v Moskvě jeho biskupská chirotonie. Světitelem byl patriarcha moskevský Kirill, metropolita krutický a kolomenský Juvenalij (Pojarkov), metropolita astrachaňský a kamizjakský Iona (Karpuchin), arcibiskup možajský Grigorij (Čirkov), biskup Ilian (Vostrjakov), biskup vidnovský Tichon (Nědosekin), biskup serpuchovský Roman (Gavrilov), biskup solněčnogorský Sergij (Čašin), biskup balašichinský Nikolaj (Pogrebňak) a biskup zarajský Konstantin (Ostrovskij).
Dne 24. září 2021 jej Svatý synod ustanovil biskupem volgodonským a salským.